# Freudenstadt

Logo de la ville de Freudenstadt

Freudenstadt est une ville d'Allemagne située dans le Land de Bade-Wurtemberg, chef-lieu de l'arrondissement de Freudenstadt depuis le 1er janvier 1988.

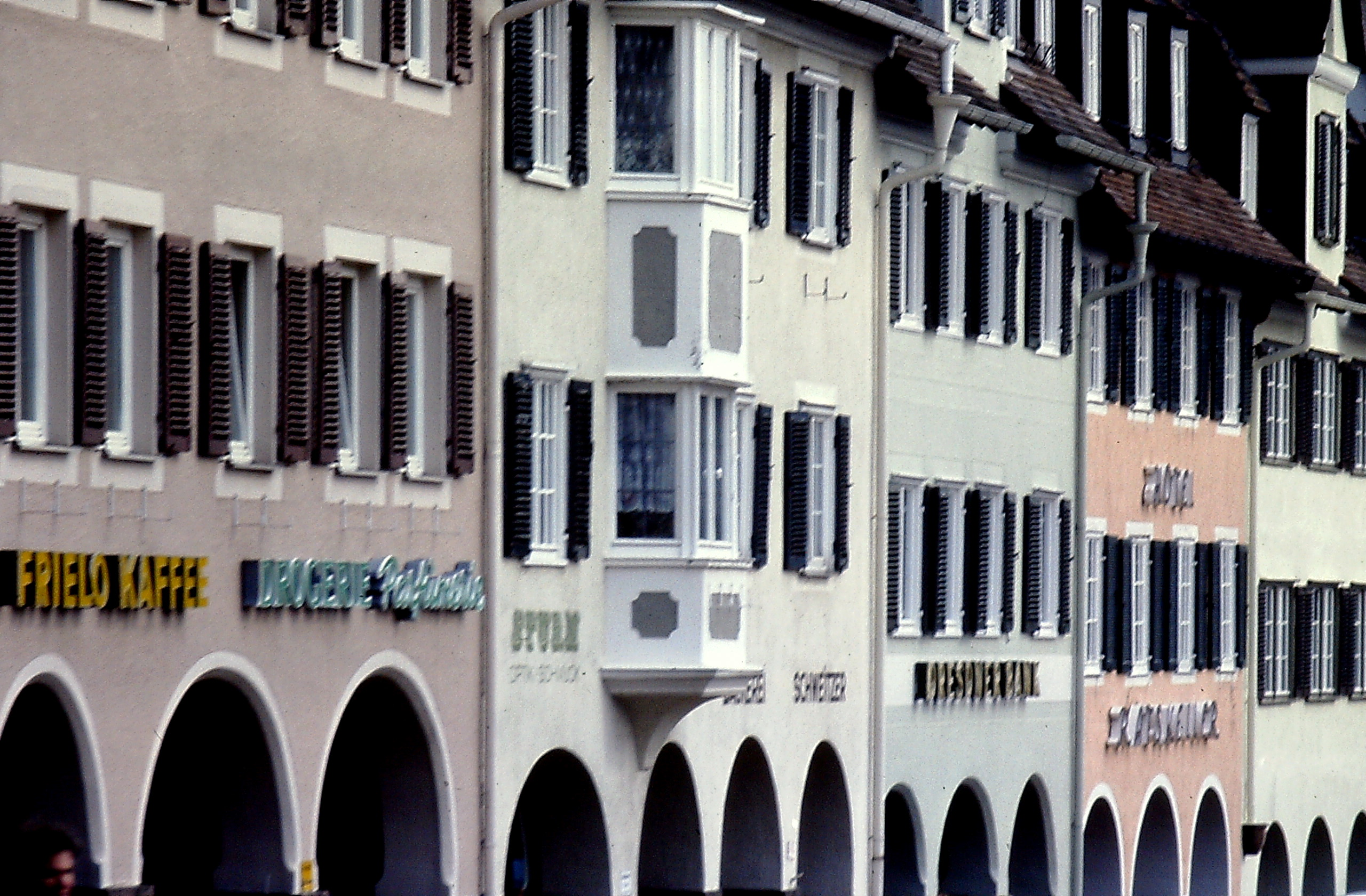
Aperçu des façades de la ville, en 1980.

Située à 60 km à l'est de Strasbourg, elle est la deuxième ville la plus peuplée de cet arrondissement, après Horb am Neckar.
Au croisement de plusieurs routes touristiques, c'est une station thermale et climatique, dont l'air pur a fait, entre autres, sa renommée internationale. Ainsi, aux XIXe et XXe siècles sont venus à Freudenstadt le roi George V, la reine de Suède, John Davison Rockefeller, l'écrivain américain Mark Twain.
Avec ses nombreux hôtels, ses maisons d'hôte, ses restaurants réputés, Freudenstadt est un lieu de vacances apprécié des Allemands.

## Histoire
| Appartenances historiques Duché de Wurtemberg 1599-1803 Électorat de Wurtemberg 1803–1806 Royaume de Wurtemberg 1806–1918 République de Weimar 1918–1933 Reich allemand 1933–1945 Allemagne occupée 1945–1949 Allemagne 1949–présent |

Freudenstadt a été fondée en 1599 par le duc Frédéric Ier de Wurtemberg qui l'a baptisée de son nom actuel en 1601.
Son architecte, Heinrich Schickhardt, en est le concepteur. Il fit plusieurs séjours en Italie, un premier en 1598 où il étudia l'architecture Renaissance, et un deuxième entre 1599 et 1600 où il s'intéressa notamment aux aspects techniques et, plus particulièrement, à l'architecture des jardins.
Il construisit ainsi Freudenstadt dans un style Renaissance, selon un plan rappelant le jeu de marelle.
La ville souffre de son occupation par les troupes françaises à la fin de la Seconde Guerre Mondiale. Le 16 avril 1945, excédée par d'incessants accrochages avec des civils armés, la 4ème division marocaine de montagne qui occupe la ville se rend coupable de nombreuses exactions sur la population civile. La ville est également massivement bombardée et incendiée par l'artillerie française. Ces journées terribles ont survécu dans la mémoire collective sous le nom de "journées sans Dieu ».

## Géographie
La ville est située sur un haut plateau à la lisière nord-est de la Forêt-Noire.
Les centres urbains les plus proches sont Offenbourg à 36 km à l'ouest et Tübingen à 47 km à l'est.

## Administration
La communauté d'administration Freudenstadt est composée de Freudenstadt et des communes de Bad Rippoldsau-Schapbach et de Seewald.

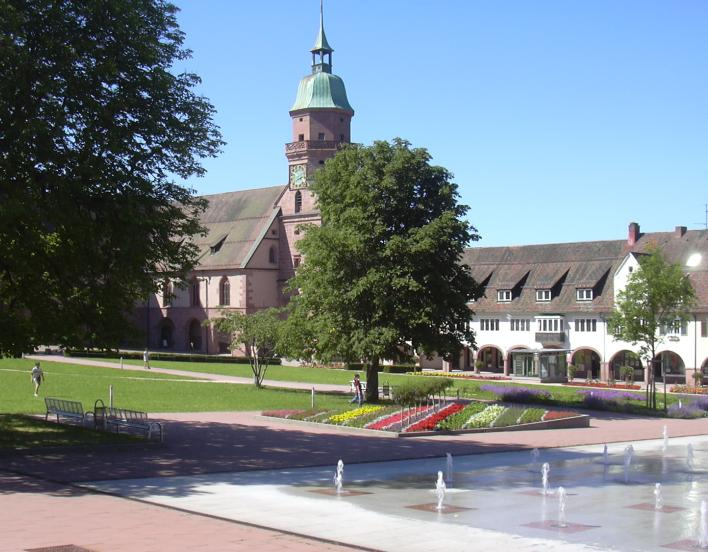
Marktplatz et l'église

## Lieux et monuments
- Le Temple, gothique et Renaissance, est du tout début du XVIIe siècle (pose de la première pierre le 6 mai 1601), selon un plan de Heinrich Schickhardt en forme de L.
- Le Marktplatz est la plus grande place de marché d'Allemagne, bordée de maisons à arcades.
- L'hôtel de ville qui héberge le musée régional et la bibliothèque est situé sur cette place.
- Mine-musée d'argent.
- Château Bärenschlößle, construit en 1627.

## Jumelages et partenariats
La ville est jumelée avec :
- Courbevoie (France)

Pacte d'amitié avec :
- Männedorf (Suisse)

Partenariats avec :
- Schöneck/Vogtl. (Allemagne)
- Heide (Allemagne)

Échanges d'élèves avec le lycée de :
- Lovech (Bulgarie)

## Personnalités
- Hélène Burger (1900-1987), Juste parmi les nations.
- Johann Gottfried Küstner (1803-1864), lithographe.
- Petra Lammert (1984), athlète spécialiste du lancer du poids.
- Mark Mast (1963 - ), né à Freudenstadt, est un jeune chef d'orchestre, directeur artistique du festival de musique de Schwarzwald (Forêt-Noire).